# Object Mayhem pedorro
Object mayhem es una serie de objetos muy pedorros porque los personajes se ven bastante pedorros los episodios todo echo al pedo y muy pedorra esta serie